# Бланко, Доминго
Доми́нго Фели́пе Бла́нко (исп. Domingo Felipe Blanco; родился 22 апреля 1995 года, Пунта-Альта, Аргентина) — аргентинский футболист, полузащитник клуба «Тихуана». Выступал за сборную Аргентины.

## Клубная карьера
Бланко — воспитанник клуба «Олимпо». В 2015 году Доминго подписал контракт с «Индепендьенте». 17 апреля 2016 года в матче против «Велес Сарсфилд» он дебютировал в аргентинской Примере. В 2017 году Доминго помог клубу выиграть Южноамериканский кубок. Летом 2018 года Бланко на правах аренды перешёл в «Дефенса и Хустисия». 12 августа в матче против Лануса он дебютировал за новую команду. С «Дефенса и Хустисия» стал вице-чемпионом Аргентины 2018/19. Затем снова играл за «Индепендьенте».
Летом 2022 года перешёл в украинский клуб «Днепр-1». Дебютировал за него 18 августа 2022 года в матче Лиги Европы.

## Международная карьера
22 марта 2019 года в товарищеском матче против сборной Венесуэлы Бланко дебютировал за сборную Аргентины.

## Достижения
«Индепендьенте»
- Обладатель Южноамериканского кубка: 2017

«Днепр-1»
- Серебряный призёр чемпионата Украины: 2022/23